# Гальвиц, Макс фон
Макс фон Гальвиц (2 мая 1852 — 28 апреля 1937) — германский военный деятель, генерал от артиллерии (4 ноября 1911).

## Биография

### Начало службы
Гальвиц родился в 1852 году в Бреслау, с 1870 года в прусской армии. Служил в артиллерийском полку в звании лейтенанта. Участвовал в войне с Францией. В 1877 году начал обучение в Военной Академии, которое завершил в 1880 году. С 1882 года адъютант 11-й артиллерийской бригады. С 1883 по 1886 года служил в Генеральном Штабе. С 1887 на работе в Военном министерстве Германии. В 1891 году снова переходит на службу в Генштаб. В 1895 году переводится на строевую службу и назначается командиром артиллерийского дивизиона 11-го артиллерийского полка. В 1899 году назначен командиром артиллерийского полка, а с 1901 года уже командует 29-й артиллерийской бригадой. В 1903 году назначается начальником департамента военной администрации и представителем Военного министерства в парламенте. В 1906 году снова переводится на строевую службу, назначается командиром 15-й пехотной дивизии. В 1911 году назначен инспектором полевой артиллерии германской армии.

### Участие в Первой мировой войне
После начала Первой мировой войны Гальвиц назначается командующим гвардейского резервного корпуса в составе 2-й армии. Участвует в боях в Бельгии. С 19 по 25 августа под руководством Гальвица германская армия взяла бельгийскую крепость Намюр. В ходе штурма крепости Гальвиц применил открытую атаку пехоты при поддержке осадной артиллерии крупных калибров.

### Командование на Восточном фронте
В начале войны для германской армии сложилась тяжёлая обстановка на Восточном фронте, где наступали русские войска. В связи с этим корпус Гальвица перебрасывается в район Мазурских болот. В феврале создаётся армейская группа «Гальвиц» (3-й корпус и кавалерийская дивизия), командующим которой назначается генерал Гальвиц. После успешной для германских войск Августовской операции Гальвиц, желая развить успех принимает решение о занятии Прасныша, однако вскоре русские войска наносят контрудар и войска Гальвица вынуждены отступать. В июне 1915 года Гальвиц предпринимает ещё одну попытку наступления у Прасныша, однако, захватив первую линию окопов немцы приостановили наступление. 23 июля группа Гальвица начала наступление и форсировала реку Нарев, вскоре Гальвиц вынудил русские войска полностью отойти на левый берег реки. Однако последующие атаки не имели успеха. 7 августа 1915 года армейская группа Гальвица была преобразована в 12-ю армию. 24 июля награждён орденом Pour le Merite.

### Сербская операция
30 сентября 1915 года генерал Гальвиц был назначен командующим 11-й немецкой армией, которая находилась на Балканах и была предназначена для операции против Сербии. 6 октября австро-германские войска начали наступление против сербской армии. Сломив сопротвиление сербских частей, подразделения 11-й армии продвигались вглубь страны. 10 ноября войска Гальвица вошли в Ниш и соединились там с союзной болгарской армией. Вскоре операция против Сербии была завершена. Территория страны оккупирована войсками Центральных держав, а армия эвакуирована на Корфу.

### Командование на Западном фронте
24 марта 1916 года Гальвиц назначен командующим западной группой войск на Западном фронте. Эти войска действовали в районе крепости Верден на левом берегу Мааса. С апреля 1916 года группа Гальвица участвовала в ожесточённых боях с французской армией. Войскам генерала удалось захватить важные высоты. 19 июля того же года Гальвиц был назначен командующим 2-й армией. Армия Гальвица участвует в ожесточённых боях на Сомме. В декабре 1916 года назначен командующим 5-й армией. В январе также был назначен командующим группой армий  «Гальвиц» (всего 24 дивизии), которая действовала в районе Вердена. 17 апреля 1918 года получил  дубовые ветви к ордену Pour le Merite. В сентябре 1918 года по войскам генерала Гальвица нанесли удар американские войска. В ходе сражения за Сен-Миельский выступ войска Гальвица потеряли 16 000 пленными и 400 орудий. Также войска Гальвица подверглись атаке при Маас-Аргоннском наступлении.

### После войны
После окончания войны Макс фон Гальвиц 6 декабря 1918 года вышел в отставку. В 1920 году стал членом немецкого парламента от Немецкой национальной народной партии. Также занимался написанием мемуаров. Автор книг:
- «Моя кампания в мировую войну 1914-16 (Бельгия-Восток-Балканы)» (1929)
- «Действия на Западе 1916-18» (1932)